# Beta palonga
Beta palonga là loài thực vật có hoa thuộc họ Dền. Loài này được R.K.Basu & K.K.Mukh. mô tả khoa học đầu tiên năm 1975.